# Kangerlussuaq
Ne doit pas être confondu avec Fjord Kangerlussuaq.
Kangerlussuaq (Kangerdlugssuaĸ avant 1973, anciennement Søndre Strømfjord en danois) est une ville groenlandaise située dans la municipalité de Qeqqata à l'ouest du Groenland. La population était de 558 habitants en 2009.
La ville (nommée Søndre Strømfjord) apparaît dans le roman de San-Antonio « Les morues se dessalent ».

## Histoire
Son peuplement a commencé à partir de 1941. Après la prise du Danemark par l'armée allemande durant la Seconde Guerre mondiale, la défense du Groenland est passée entre les mains des États-Unis. Ces derniers installèrent alors une base militaire sur le site de Kangerlussuaq qui devint rapidement un important hub aérien entre l'Amérique du Nord et l'Europe. En 1950, la base est retournée brièvement entre les mains du Danemark, mais les États-Unis en reprirent rapidement le contrôle lors de la Guerre froide. Après la chute de l'URSS, l'utilité de la base disparut et celle-ci fut rendue au Groenland le 30 septembre 1992. La localité abrite l'un des deux aéroports internationaux du Groenland.

## Transport

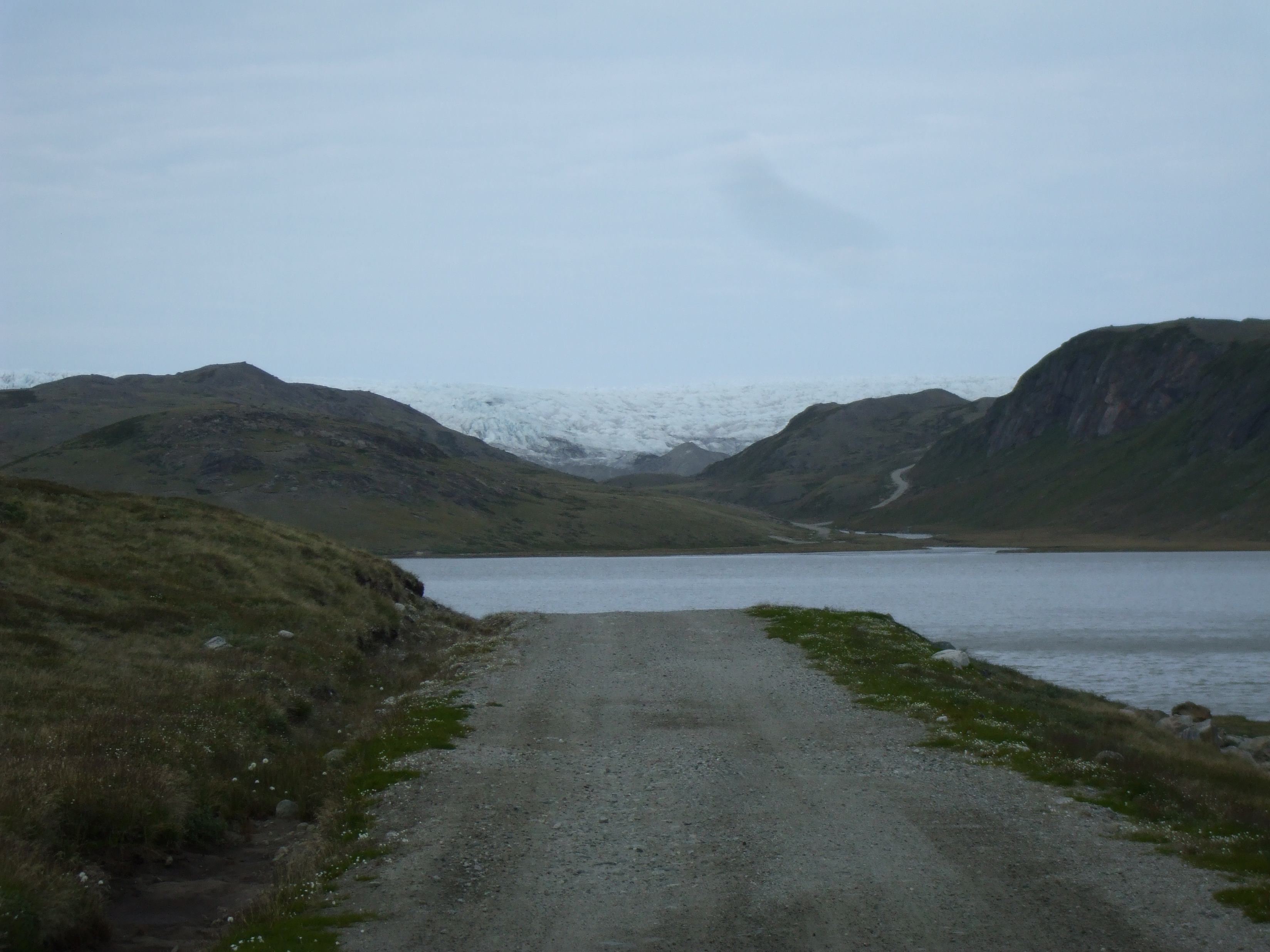
Route en direction de l'Inlandsis depuis Kangerlussuaq

Kangerlussuaq est le point de départ d'un chemin de trek traversant la toundra, initialement balisé par les inuits grâce à des inukshuks (cairns) et qui rejoint Sisimiut, environ 200 km à l'ouest, sur la côte. Vers l'ouest, des routes gravillonnées puis des pistes sableuses permettent d'atteindre certains points d'intérêt touristique comme le glacier Russel, ou le point 660, point d'accès à l'inlandsis du Groenland.

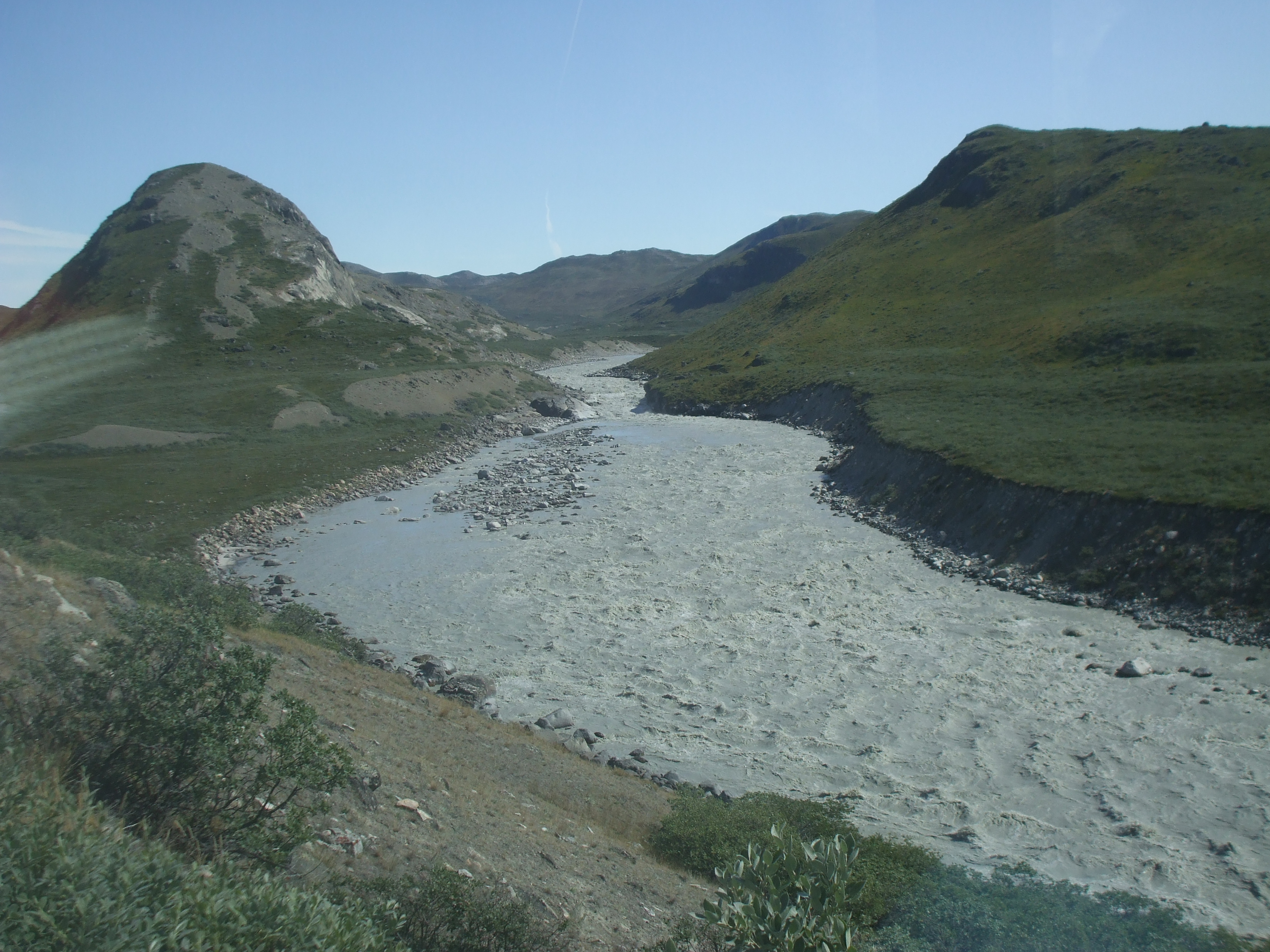
Le pain de sucre de Kangerlussuaq, près d'une rivière en provenance de la calotte

## Lieu de recherches scientifiques

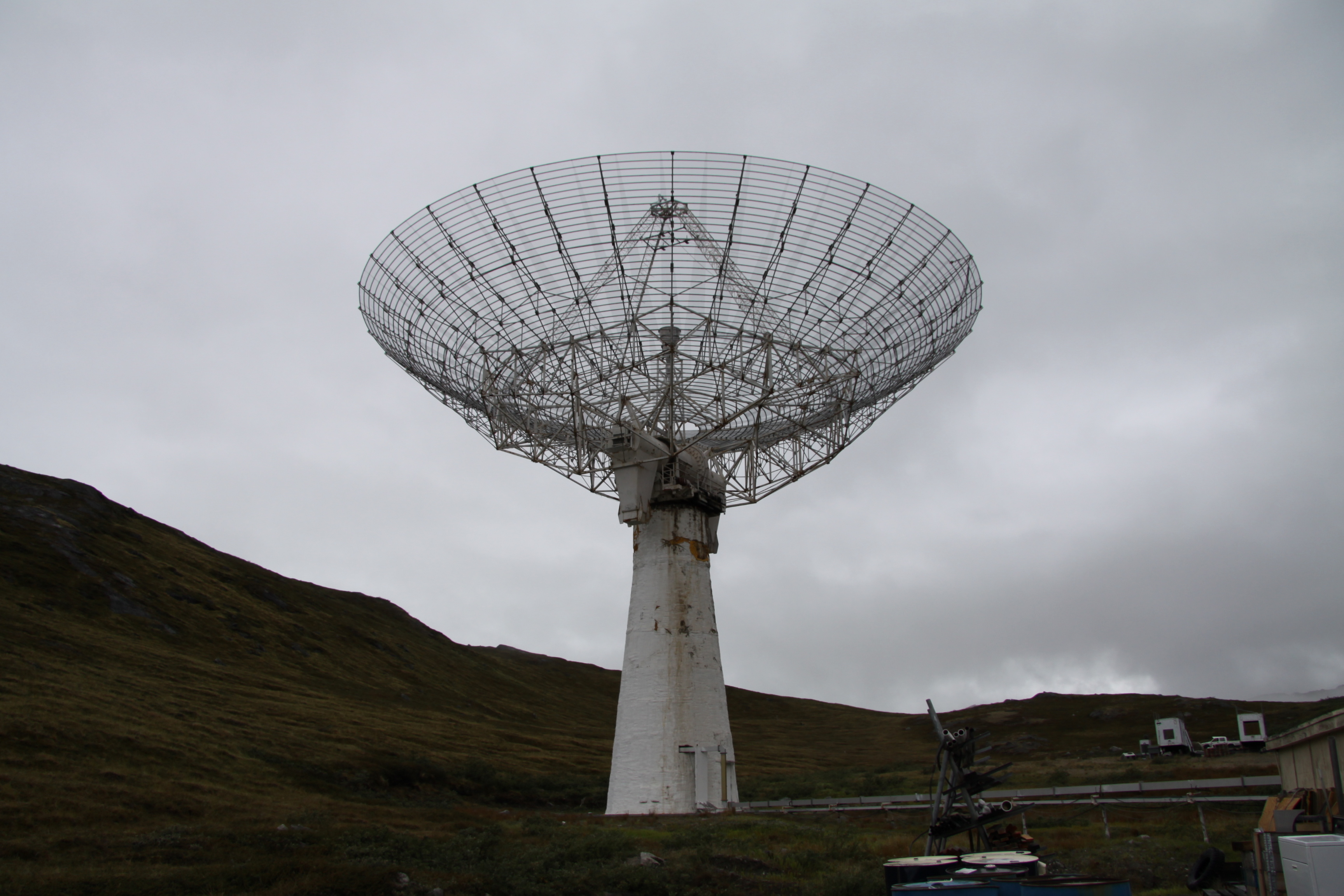
Antenne du radar non cohérent (pour l'étude de l'ionosphère et l'observation des satellites) située à Kangerlussuaq